# 1 Crónicas 1
1 Crónicas 1 es el primer capítulo de los Libros de Crónicas en la Biblia hebrea o el Primer Libro de Crónicas en el Antiguo Testamento de la Biblia cristiana  El libro está compilado a partir de fuentes más antiguas por una persona o grupo desconocido, designado por los eruditos modernos como «el Cronista», y su forma final se estableció a finales del siglo V o IV a. C. El contenido de este capítulo es la lista genealógica desde Adán hasta Israel (=Jacob) en la siguiente estructura: Adán hasta Noé (versículos 1-4); los descendientes de Noé de sus tres hijos Sem, Cam, y Jafet: los jafetitas (versículos 5-7), camitas (versículos 8-23), semitas (versículos 24-27); los hijos de Abraham (versículos 28-34a); los hijos de Isaac (34b-54; continúa hasta 2:2 para los hijos de Israel). Este capítulo pertenece a la sección que se centra en la lista de genealogías desde Adán hasta las listas de las personas que regresaron del exilio en Babilonia (1 Crónicas 1:1 a 9).

## Texto
Este capítulo fue escrito originalmente en el idioma hebreo y está dividido en 54 versículos.

### Testigos textuales
Algunos manuscritos antiguos que contienen el texto de este capítulo en hebreo bíblico son de la tradición del Texto masorético, que incluye el Códice de Alepo (siglo X) y el Códice Leningradensis (1008).
También existe una traducción al griego koiné conocida como la Septuaginta, realizada en los últimos siglos a. C. Entre los manuscritos antiguos existentes de la versión de la Septuaginta se encuentran el Códice Vaticano (B; {\displaystyle \ ara{G}}B; siglo IV) y el Códice Alejandrino (A; {\displaystyle \ ara{G}}A; siglo V).